# Robert Sidney (1er comte de Leicester)
Robert Sidney, 1er comte de Leicester (19 novembre 1563 - 13 juillet 1626), deuxième fils de Henry Sidney, est un homme d'État de l'Angleterre élisabéthaine. Il est aussi mécène des arts et poète. Sa mère, Mary Sidney (née Dudley), est une dame d'honneur de la reine Elisabeth Ire et une sœur de Robert Dudley, 1er comte de Leicester, conseiller et favori de la reine.

## Carrière
Il fait ses études à Shrewsbury et Christ Church, Oxford, puis voyage sur le continent pendant quelques années entre 1578 et 1583 . En 1585, il est élu député du Glamorganshire et la même année, il part avec son frère aîné, Sir Philip Sidney aux Pays-Bas, où il sert dans la guerre contre l'Espagne sous Robert Dudley. Il est présent à la bataille de Zutphen où Sir Philip Sidney est mortellement blessé, et reste avec son frère.
Après avoir visité l'Écosse lors d'une mission diplomatique en 1588 et la France pour une mission similaire en 1593, il retourne aux Pays-Bas en 1606, où il rend des services distingués pendant la guerre pendant les deux années suivantes. Il est nommé gouverneur de Flessingue en 1588, et il y passe beaucoup de temps. En 1595, il envoie son gestionnaire Rowland Whyte à la cour pour faire pression pour obtenir des ressources pour la ville et pour lui envoyer des informations sur les événements à la cour, notamment les derniers potins politiques. Les lettres de Whyte constituent une ressource majeure pour les historiens de l'époque. Whyte lui-même se plaint régulièrement de l'écriture indéchiffrable des réponses de son employeur .
En 1603, à l'avènement de Jacques Ier, il rentre en Angleterre. Jacques l'élève immédiatement à la pairie en tant que baron Sidney de Penshurst, et il est nommé chambellan de la reine consort, Anne de Danemark. En 1605, il est créé vicomte de Lisle. Il écrit à William Trumbull en septembre 1614 pour lui annoncer la maladie de la reine, elle est "très troublée par des douleurs dans les jambes et les pieds" . En août 1615, il se rend aux Thermes de Bath avec Anne de Danemark, et est rejoint par sa fille Catherine et son mari Lewis Mansel qui viennent de Margam. Catherine s'est rendue pour un avis médical à Bath .
En mai 1618, il écrit à Sir Thomas Lake, secrétaire du roi, pour lui faire part de la déclaration de la reine sur les efforts déployés pour réduire les dépenses du ménage .
En 1618, il devient comte de Leicester. Le titre s'était éteint en 1588 à la mort de son oncle Robert Dudley, dont il a hérité d'une partie des biens.

## Mariage et descendance
Sidney se marie deux fois :
Tout d'abord à Barbara Gamage, une héritière et beauté notoire, la fille de John Gamage, du Château de Coity, un gentleman de Glamorgan. De sa première femme, il a onze enfants.
- Sir William Sidney (d. 1613), son fils aîné qui est décédé avant son père et est mort célibataire.
- Robert Sidney (2e comte de Leicester), deuxième fils et héritier.
- Henri Sidney
- Philippe Sidney
- Mary Sidney, (Lady Mary Wroth), qui épouse Sir Robert Wroth de Loughton Hall, est comme son père une poète; Ben Jonson lui dédie L'Alchimiste en 1612.
- Catherine Sidney, qui épouse Sir Lewis Mansel.
- Philippa Sidney, épouse John Hobart (2e baronnet), troisième fils de Henry Hobart (1er baronnet), Lord Chief Justice of the Common Pleas et ancêtre des comtes de Buckinghamshire.
- Barbara Sidney, son père l'appelait « Little Bab » dans une lettre de septembre 1615[6].
- Dorothée Sidney
- Elisabeth
- Brigitte Sidney

Il se remarie à Sarah Blount, fille de William Blount et veuve de Sir Thomas Smythe.

## Musique et poésie
Leicester est un homme de goût et un mécène de la littérature, qui mène un mode de vie cultivé à son siège de campagne, Penshurst Place, et est célébré en vers par Ben Jonson. Robert Sidney est un mécène des musiciens, comme le prouve le fait qu'il est le dédicataire du Premier livre de Songes et Ayres de Robert Jones (1600) et A Musicall Banquet (1610) compilé par Robert Dowland, fils du compositeur John Dowland. Sidney accepte d'être le parrain du fils de John Dowland, et A Musicall Banquet s'ouvre sur un Galliard de John Dowland intitulé Syr Robert Sidney son Galliard.

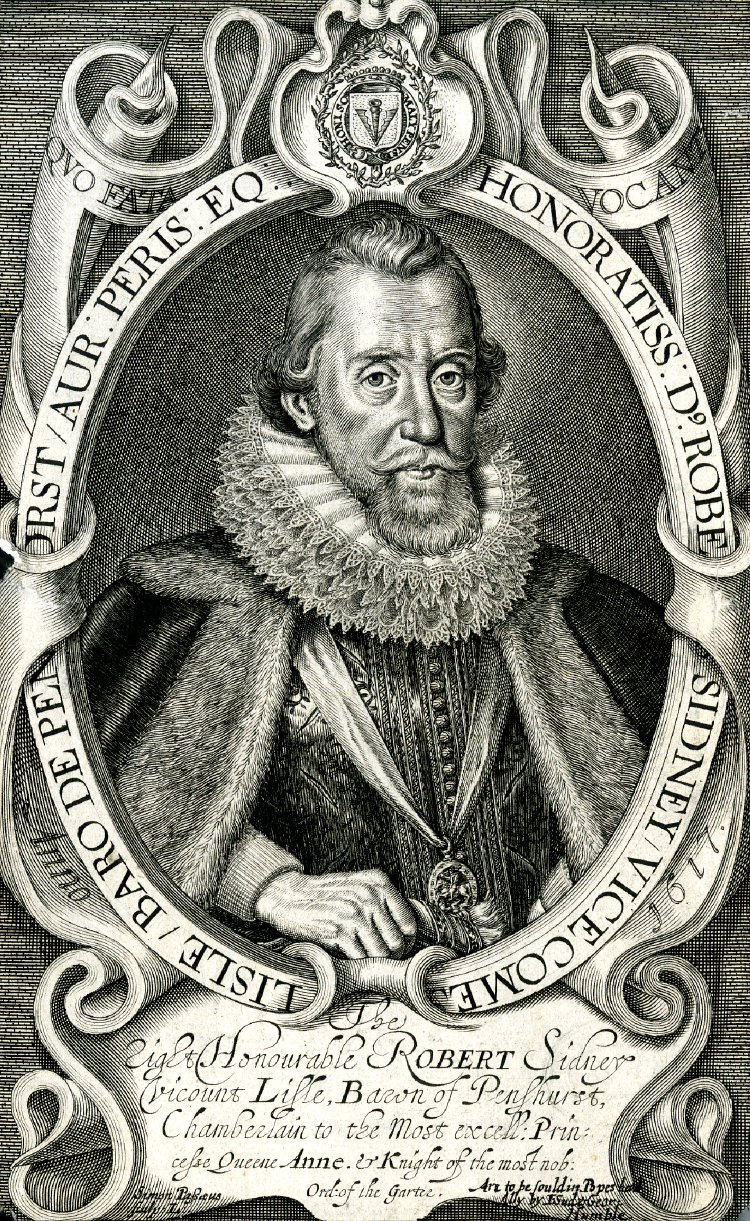
Portrait gravé de Sidney par Simon de Passe, 1617

Bien que le frère de l'un des poètes les plus célèbres de langue anglaise, on ne soupçonne pas que Robert Sidney a lui-même été poète jusqu'aux années 1960, lorsque son cahier de travail émerge (dans une reliure du XIXe siècle) grâce à la dispersion de la bibliothèque du château de Warwick. Des recherches ultérieures montrent qu'il a été acquis en 1848 après avoir fait l'objet d'un certain nombre de ventes commençant par la dispersion de la bibliothèque de Penshurst au début du XIXe siècle. Revendu chez Sotheby's et acquis par la British Library en 1975 (catalogué sous le nom Add MS 58435), l'autographe est, comme le souligne son premier éditeur PJ Croft, « le plus grand corpus de vers à avoir survécu de la période élisabéthaine dans un texte entièrement écrit par le poète lui-même". Datant apparemment de la seconde moitié des années 1590, lorsque Robert Sidney est gouverneur de Flushing, la collection comprend 66 sonnets, chansons, pastorales, élégies et pièces plus légères, apparemment structurées comme une sorte de réplique à l'Astrophel et Stella de Philip Sidney. Ils montrent Robert Sidney comme un défenseur de la philosophie néo-platonicienne de l'amour et un adepte d'une grande variété de formes de vers. Le fait que plusieurs poèmes soient basés sur des airs identifiables confirme son intérêt pour la musique. S'il ne peut être placé au premier rang des poètes élisabéthains, ses poèmes ne sont nullement négligeables et du plus grand intérêt pour les méthodes de travail et les intérêts intellectuels de l'époque.